# Conocephalus borneensis
Conocephalus borneensis är en insektsart som först beskrevs av Ludwig Redtenbacher 1891.  Conocephalus borneensis ingår i släktet Conocephalus och familjen vårtbitare. Inga underarter finns listade i Catalogue of Life.